# Cronologia della guerra civile romana (49-45 a.C.)
La cronologia della guerra civile tra Gaio Giulio Cesare e gli optimates capeggiati da Gneo Pompeo Magno, elenca tutti gli accadimenti importanti degli anni compresi tra il 49 a.C., quando Cesare passò il Rubicone ed il 45 a.C. quando venne sconfitta l'ultima resistenza degli optimates in Spagna a Munda.

## Cronologia
| 49 a.C.               | Eventi per anno | Fonti antiche |
| --------------------- | --- | --- |
| 1 gennaio             | Il Senato Romano riceve da Cesare la proposta di lasciare il comando contemporaneamente a Pompeo. Il Senato risponde a Cesare di arrendersi immediatamente.                                          | Cesare, De bello civili, I, 1 Plutarco, Cesare, 30.3 Svetonio, Cesare, 29.2 Appiano, Le guerre civili, II, 32 |
| 7 gennaio             | Senatus consultum ultimum nel quale pretende che Cesare restituisca i comandi provinciali e militari. I tribuni Marco Antonio e Quinto Cassio fuggono da Roma per raggiungere, a Ravenna, Cesare     | Cesare, De bello civili, I, 5.3-5 Plutarco, Cesare, 31.2 Velleio Patercolo, II, 49.3 Appiano, Le guerre civili, II, 33 Cassio Dione, XLV, 27.2 e XLVI, 11.2-4 Livio, Periochae, 109 Svetonio, Cesare, 31.1 Cicerone, Epistulae ad familiares, XVI, 11.2 |
| 11/12 gennaio (notte) | Cesare guida le sue truppe attraverso il Rubicone, che segna il confine fra la sua giurisdizione della Gallia cisalpina dall'Italia. Inizia la guerra civile.                                        | Plutarco, Cesare, 32.4-8; Pompeo, 60.3-4 Velleio Patercolo, II, 49.4 Svetonio, Cesare, 32 Appiano, Le guerre civili, II, 35 Cassio Dione, XLI, 4.1 |
| 12-15 gennaio         | Occupazione da parte delle truppe di Cesare di Rimini, Pesaro, Fano, Ancona e Arezzo | Cesare, De bello civili, I, 8.1 e 11.4 Appiano, Le guerre civili, II, 35 Cassio Dione, XLI, 4.1 |
| 17 gennaio            | Fuga di Pompeo | Cesare, De bello civili, I, 14.1-3 Plutarco, Cesare, 33.4-6; Pompeo, 60.6-8 Appiano, Le guerre civili, II, 37 Cassio Dione, XLI, 6.1 |
| 22 gennaio            | Tito Labieno raggiunge Pompeo a Teano | Cicerone, Epistulae ad Atticum, VII 11.l; 12,5; 13A, 3 Plutarco, Cesare, 34.5; Pompeo, 64.5 Cassio Dione, XLI, 4.2-4 |
| 23 gennaio            | Lucio Roscio Fabato e Lucio Cesare, una volta giunti a Teano, dove si trovava Pompeo insieme ai consoli, riferirono le richieste di Cesare.                                                          | Cesare, De bello civili, I, 10 Cicerone, Epistulae ad Atticum, VII 14.l |
| 25 gennaio            | I consoli, assente Pompeo, formularono una risposta da inviare a Cesare. | Cesare, De bello civili, I, 10 Cicerone, Epistulae ad Atticum, VII 14.l |
| 1-4 febbraio          | Occupazione di Gubbio e Osimo | Cesare, De bello civili, I, 12-13 |
| 5 febbraio            | La legio XII raggiunge Cesare. Occupazione di Fermo e Ascoli. | Cesare, De bello civili, I, 15-16 |
| 15-21 febbraio        | Arrivo della legio VIII. assedio e conquista di Corfinio. | Cesare, De bello civili, I, 16-23 Livio, Periochae, 109 Plutarco, Cesare, 34.7-8 Velleio Patercolo, II, 50.1 Svetonio, Cesare, 34 Appiano, Le guerre civili, II, 38 Cassio Dione, XLI, 10.2                                                             |
| 25 febbraio           | Pompeo raggiunge Brindisi | Cesare, De bello civili, I, 24 Cicerone, Epistulae ad Atticum, IX 10.8 Plutarco, Cesare, 35.2 |
| 4 marzo               | I consoli salpano per Durazzo con tre legioni | Cesare, De bello civili, I, 25 Plutarco, Cesare, 35.2; Pompeo, 62.3 Appiano, Le guerre civili, II, 39 Cassio Dione, XLI, 12.1 |
| 9 marzo               | Cesare con 6 legioni giunge a Brindisi che viene assediata | Cesare, De bello civili, I, 25 Cicerone, Epistulae ad Atticum, IX 3.2; 18.2 Plutarco, Cesare, 35.2 |
| 17 marzo              | Pompeo riesce a fuggire da Brindisi in direzione Durazzo | Cesare, De bello civili, I, 28.3 Cicerone, Epistulae ad Atticum, IX 15A Plutarco, Cesare, 35.2; Pompeo, 62.5 Appiano, Le guerre civili, II, 40 |
| 18 marzo              | Cesare entra a Brindisi e la occupa | Cesare, De bello civili, I, 28.4 Plutarco, Pompeo, 62.6 Cassio Dione, XLI, 12.3 |
| 31 marzo              | Cesare entra a Roma | Plutarco, Cesare, 35.3 Appiano, Le guerre civili, II, 41 Cassio Dione, XLI, 15.1 |
| 19 aprile             | Cesare arriva davanti a Marsiglia | Cesare, De bello civili, I, 34.1 |
| Giugno                | Cesare arriva in Spagna, attraversando i passi dei Pirenei | |
| 30 luglio             | Cesare sconfigge le forze di Afranio e di Petreio a Ilerda | |
| 2 agosto              | I pompeiani in Spagna si arrendono a Cesare | |
| 24 agosto             | Il generale di Cesare Gaio Scribonio Curione, viene sconfitto in nord Africa dai pompeiani di Publio Attio Varo affiancati da Giuba II nella battaglia del Bagrada, e si suicidò                     | |
| Settembre             | Decimo Bruto, un cesariano, sconfigge le forze navali combinate dei pompeiani e Marsigliesi nella battaglia di Marsiglia, mentre la flotta di Cesare nell'Adriatico viene sconfitta vicino a Curicta | |
| 6 settembre           | Marsiglia si arrende a Cesare, che sta ritornando dalla Spagna | |
| Ottobre               | Cesare si proclama dittatore di Roma. | |

| 48 a.C.      | Eventi per anno | Fonti antiche |
| ------------ | --- | ------------- |
| 4 gennaio    | Cesare sbarca a Dyrrhachium (Durazzo) |               |
| Marzo        | Marco Antonio raggiunge Cesare in Epiro. |               |
| Aprile       | Battaglia di Durazzo |               |
| 10 luglio    | Cesare evita a malapena una sconfitta, si ritira verso la Tessaglia |               |
| 9 agosto     | Battaglia di Farsalo: Cesare sconfigge definitivamente Pompeo e la flotta di Pompeo in Egitto |               |
| Agosto       | Giulio Cesare viene nominato console per un periodo di 5 anni |               |
| 28 settembre | Cesare viene informato dell'assassinio di Pompeo |               |
| Settembre    | Scontri ad Alessandria |               |
| Ottobre      | Farnace, re del Ponto, sconfigge i romani di Domizio Calvino nella battaglia di Nicopolis (o Nikopol) |               |
| Dicembre     | Battaglia di Alessandria d'Egitto tra le forze di Cesare e dell'alleata Cleopatra e quelle rivali di Tolomeo XIII e della regina Arsinoe IV. Questi vengono sconfitti e abbandonano la città, ma durante la battaglia parte della Biblioteca di Alessandria si incendia e viene distrutta. |               |

| 47 a.C.  | Eventi per anno | Fonti antiche |
| -------- | --- | ------------- |
| Febbraio | Cesare e Cleopatra sconfiggono le forze della rivale regina Arsinoe IV nella battaglia del Nilo, Tolomeo XIII rimane ucciso. Cesare rinforza le sue truppe assediate ad Alessandria |               |
| Maggio   | Cesare sconfigge Farnace nella Battaglia di Zela. |               |
| Maggio   | Cleopatra nomina coregnante il suo giovane fratello Tolomeo XIV |               |
| Agosto   | Cesare sventa un ammutinamento tra i suoi veterani in Roma |               |
| Ottobre  | Cesare sbarca in Africa, contro Metello Scipione e Labieno |               |

| 46 a.C.    | Eventi per anno | Fonti antiche |
| ---------- | --- | ------------- |
| 6 febbraio | Cesare sconfigge le forze combinate di pompeiani e Numidi guidate da Metello Scipione e Giuba I nella Battaglia di Tapso. Catone si suicida |               |
| Novembre   | Cesare parte per la Spagna per gestire una nuova e emergente resistenza |               |
| Novembre   | Cesare viene eletto pontefice Massimo a vita, riforma il calendario e instaura il Calendario giuliano. L'anno di transizione viene allargato a 445 giorni per sincronizzare il nuovo calendario al ciclo delle stagioni. Il Calendario giuliano rimarrà in uso in Europa occidentale per altri 1600 anni, fino a che non verrà superato dal Calendario gregoriano nel 1582 |               |
| Novembre   | Cesare indica come successore suo nipote Augusto |               |

| 45 a.C.    | Eventi per anno | Fonti antiche |
| ---------- | --- | ------------- |
| 1º gennaio | Entra in vigore il Calendario giuliano |               |
| 17 marzo   | Nella sua ultima vittoria, Cesare sconfigge le forze pompeiane di Labieno e Gneo Pompeo il giovane nella battaglia di Munda. Labieno muore in battaglia, Gneo Pompeo viene giustiziato. Sesto Pompeo riesce a fuggire e a prendere il comando della flotta dei pompeiani. |               |
| Marzo      | I veterani delle legioni di Cesare Legio XIII Gemina e Legio X Equestris vengono smobilitati. I veterani della decima legione vengono mandati alla colonia di Narbo, mentre a quelli della tredicesima verranno assegnate terre migliori in Italia.                       |               |
| Marzo      | Cesare scrive probabilmente in questo anno le sue memorie, sebbene alcune teorie suggeriscono che le abbia scritte anno per anno, negli inverni seguenti ogni campagna.                                                                                                   |               |

| 44 a.C.  | Eventi per anno                         | Fonti antiche |
| -------- | --------------------------------------- | ------------- |
| Gennaio  | Cesare viene nominato Dittatore a vita. |               |
| 15 marzo | Idi di marzo; Cesare viene assassinato  |               |